# منظمة الاطباء الدوليين
تجمع  الأطباء الدوليين يدعون باللغة التركية (جمعية الأطباء الدولية) ويرمز لها AID بتركية هي منظمة  تطوع في انشائها مجموعة من الأطباء ومن الصيادلة وأطباء الأسنان والممرضات تطوعوا في إنشاء هذه الجمعية في إسطنبول في عام 2011. يقومون جمعية الاطباء الدوليين بتقديم  المساعدة الطبية للأشخاص في  بعض المناطق المتضررة بعضها من الكوارث والاخر من الفقر. رئيس المنظمة وموئسسه اهو الدكتور Mevlit Yurtseven

## الإغاثة الطبية الطارئة
تم تحرير الإغاثة الطبية الطارئة للمنظمة الدولي
تقوم بتقديم  الأدوية ومستلزمات النظافة وتنشر فرق طبية  خصوصا إلى المناطق المتضررة اهمها من الكوارث الطبيعية والحرب والعنف.  تقوم الفرق الطبية بتقديم الرعاية الصحية الأولية لضحايا زلزال 2015 في منطقة نيبال.  عملت منظمة الدولية في الفلبين بعد اعصار هاين وكذلك في مخيمات النازحين داخليا في أراكان، ميانمار في عام 2013. أرسلت رابطة الاطباء فريقًا جراحيًا إلى فلسطين في غزةغزة خلالالهجوم من الإسرائيليين  في عام 2012 

## خدمات الصحة الدائمة والوقائية
وقامت بإجراء  الفحوصات الصحية وتوزيع أدوات النظافة والتطعيمات للسوريين المتضررين من الحرب الاهلية السورية.  قدمت المنظمة الرعاية الصحية الأولية للاجئين السوريين من وقت بداية هذه الخرب والاحداث حتى اليوم وقد قامت المنظمة بتقديم الرعاية الصحية الازمة للاجيئين من الصومال من مخيم داداب في كينيا في 8/2011وحتى 2012 وقام الاطباءالمتطويعين بعمل مشاريع وتوزيع الناموسية في كينيا واوغندا بسبب ظهور مرض الملاريا ومن بعدها قامو بأنشاء مركز صحي للام والاطفال قامت المنظمة بتنفيذ مشروع ختان في بعض الدول منها تونس وبنغلاديش للايتام
تتعاون جمعية الاطباء الدوليين مع منظمةهيئة الاغاثة الانسانية وحقوق الانسان والحرياتو البنك الاسلامي للتنمية ووكالة التعاون والتنسيق الاركي ووزارة الصحة من اجل الساد في نيامي وبعدها تم إنشاء قسم لطب العيون في مستشفى لامورد في جامعة عبده موموني.
المشروع يهدف إلى إجراء عمليات مجانية عددها 30الف من اجل اعتام عدسة العين في فترت خمس سنوات ونقل المهارات للعملة الموظفيينوالمحلييين.
أيضا رابطة الاطباء الدولية هي مسؤولة عن الموارد البشرية وتوفيو وصيانة المعدات الطبية والمواد الاستهلاكية وتتعاون هذه الرابطة معمنظمات أخرى اعمل على الوقاية من العمى أي فقدان النظر خلال المشروع وقد سلم القسم في 2019 إلى سلطات النيجيرية

### التثقيف الصحي
وايضا تقوم رابطة الاطباء الدولليين بتقديم خدمات لتثقيف الصحي وبتنسيق مع المنظامات المحلية في مختلف الاماكن والمناطق.

## إعادة التأهيل النفسي
وقد قامت المنظمة للاطباء الدوليين بتنفيذ برنامج لدعم النفسي والمساعدة لضحايا الكوارث الارضية الطبيعة والحروب كذالك الايتاموعائلاتهم على التعامل مع الصدمات والخسائر التي تعرضو لها ولا ايقاف والحد من اثارها السلبية لتجارب التي اجريت عليهم.وتقومالمنظمة بتقديم الدعم النفسي والاجتماعي للاجيئين السوريين من النساء والاطفال في تركيا إسطنبول وايضا العلاج النفسي في 2014.